# Taznakht
Taznakhte (en arabe : تازناخت; en tachelhit : ⵜⴰⵣⵏⴰⵅⵜ, Taznaxt) est une ville du Maroc située dans la région de Drâa-Tafilalet. Elle faisait partie de la confédération des Ait-Ouaouzguite et est actuellement un grand centre de tissage de tapis berbères.
Sur les hauteurs de la ville on trouverait des grottes dont l'occupation remonterait à - 7000 av. J.-C.
Taznakht mère était un maillon de la chaîne des routes caravanières à l’instar de Telouet, Ait Benhaddou et Taourirte. Son atout est sa situation stratégique entre Souss, Drâa et Telouet. C’est un point de croisement et d’échange.
Elle avait un rôle commercial important à travers la troque de différents produits : grains, peaux, dattes, poterie, bijoux, sel, sucre, thé … Les caravanes venant des oasis de Drâa, des montagnes de Telouet et des plaines de Souss y affluaient. Ces transactions assuraient la liaison commerciale et culturelle entre Taznakht et les autres régions du Maroc.